# Хепарин индуцирана тромбоцитопения
Хепарин индуцираната тромбоцитопения (ХИТ) е усложнение на лечението с хепарин, при което се наблюдава парадоксално повишена съсирваемост на кръвта. Клинично се проявява с тромботични и тромбоемболични усложнения и съпътстващ спад в броя на тромбоцитите (тромбоцитопения). ХИТ се предизвиква от имунен отговор на организма, при който се образуват антитела към комплексите от хепарин и тромбоцитния белтък PF4 (platelet factor 4/тромбоцитен фактор 4). При пациенти, които развиват ХИТ, тези антитела се свързват с тромбоцитите и предизвикват тяхната агрегация и активация. Това води до задействане на каскадата на кръвосъсирването и повишено образуване на тромбин.
Диагнозата се основава на:
1. спад в броя на тромбоцитите поне с 50% от първоначалните;
2. времева връзка между спада в броя на тромбоцитите и приложението на хепарин – обикновено на 5 – 10 ден след приложението;
3. наличието на тромбози;
4. липсата на други причини, които да обяснят тромбоцитопенията.

Честотата на хепарин индуцираната тромбоцитопения зависи от вида хепарин и типа пациент. По-висока е честотата при употреба на нефракциониран хепарин и при пациенти след голяма по обем хирургия. Рядко се наблюдава ХИТ в акушерството. Лечението се състои в спиране на приложението на хепарин и включване на друг антикоагулант в терапевтична доза.
Среща се класификация на два вида ХИТ – ХИТ тип I и ХИТ тип II. ХИТ тип I не е с имунна генеза и се състои във временен спад на тромбоцитите след приложение на хепарин, без да се образуват антитела. Тук се разглежда ХИТ тип II, наречен още ХИТТ (хепарин индуцирана тромбоцитопения и тромбоза) или имуногенен ХИТ. При него има формиране на антитела, както е описано по-горе.

## Патогенеза
Хепарин индуцираната тромбоцитопения се причинява от антитела, които разпознават комплекси от тромбоцитен фактро 4 (PF4) и хепарин. Тромбоцитният фактор 4 (PF4 – platelet factor 4) е белтък с положителен заряд, който се съдържа в алфа-гранулите на тромбоцитите и се отделя в големи количества на местата на активация на тромбоцитите. PF4 се свързва с полианиони като глюкозаминогликаните по ендотелните клетки, или полианиони върху бактериални клетки. Понеже PF4 има по-голям афинитет към хепариновите молекули, отколкото към други глюкозаминогликани, при приложение на хепарин се образуват големи комплекси PF4/хепарин. Тези комплекси са имуногенни и активират В-лимфоцити да произвеждат IgG антитела срещу епитопите от PF4/хепарин комплексите. Fc частта на IgG антителата свързва тромбоцитния рецептор Fcy RIIa и така предизвиква агрегация и активация на тромбоцитите. Това води до вътресъдова консумация на тромбоцити, съответно броят им спада. В същото време активираните тромбоцити задействат каскадата на кръвосъсирването и се увеличва производството на тромбин. ХИТ антителата активират както моноцитите, така и ендотелните клетки да произвеждат тъканен фактор (TF), което води до производството на още повече тромбин. Така в организма настъпва едно състояние на повишено съсирване, което води до повишен риск от тромбози. Най-често се наблюдават тромбози на дълбоките вени, белодробна тромбемболия, периферни артериални тромбози, а също и инфаркт на миокарда, тромбоза на кавернозния синус и мезентериални тромбози.

## Епидемиология
Въпреки че са описани редки случаи на „спонтанен ХИТ“, мнозинството пациенти развиват ХИТ след приложение на хепарин. Честотата е средно 1 на 5000 хоспитализирани пациенти, като варира значително при различните групи пациенти, видът хепарин и видът операция. Пациенти след ортопедични, сърдечни (където честота стига до 1 – 3%) и коремни операции са с по-голям риск отколкото педиатрични пациенти и родилки. По-висок е рискът при възрастни пациенти и при жени (с изключение на родилки). В зависимост от вида хепарин, най-застрашени са пациенти получавали нефракциониран хепарин в продължение на 7 – 10 дни. Около 10 пъти е по-ниска честотата на развитие на ХИТ, ако се използва нискомолекулен хепарин вместо нефракциониран.
Тромбоемболични усложнения се срещат при околко 50% от пациентите с доказан ХИТ.

## Клинични прояви
ХИТ най-често се развива между 5-ия и 10-ия ден от началото на терапията с хепарин. За поставяне на диагноза ХИТ е необходимо да се докаже времево съвпадение между приложението на хепарин и намаляването на тромбоцитите и/или тромбоза, като в същото време се изключат други причини за тромбоцитопенията. Лабораторната диагностика помага за установяване на антитела срещу PF4/хепарин.

### Тромбоцитопения
Основен белег на ХИТ е над 50% спад в тромбоцитите спрямо изходните стойности от 5-ия до 10-ия ден след приложението на хепарин. Тромбоцитопения се наблюдава при 95% от пациентите с ХИТ. Обикновено тромбоцитопенията е умерена, със стойности на тромбоцитите около 50 – 70 х 109/L. Рядко се наблюдава тежък срив със стойности под 20 х 109/L, като в такива случаи най-често това се дължи на съпътстващи тромбози с изконсумиране на тромбоцитите.

### Тромбоза
Тромботичните прояви са най-тежкото усложнение на хепарин индуцираната тромбоцитопения и причина за смъртността при ХИТ. Те могат да засегнат всички съдове, като по-чести са венозните тромбози спрямо артериалните в отношение 1:4. Сред тромбоемболичните усложнения са дълбока венозна тромбоза, белодробна тромбемболия, инфаркт на миокарда, периферна артериална тромбоза. По-редки прояви са кожна некроза, венозна гангрена, двустранни кръвоизливи в надбъбреците и тромбоза на кавернозния синус.

### Времево съвпадение
Важно за диагностиката на ХИТ е да се установи времева връзка между приложението на хепарин и клиничните прояви на тромбоцитопения и/или тромбоза. Често клиничните прояви се наблюдават в 5 – 10 ден след началото на терапията. При пациенти, които са получавали хепарин през последните 3 месеца, е възможно да се наблюдава спад в тромбоцитите и през първите 24 часа заради циркулиращи антитела срещу PF4/хепарин.

## Диагностика
Освен тромбоцитопения +/− тромбоза след приложение на хепарин в типичния времеви интервал, диагнозата „хепарин индуцирана тромбоцитопения“ не може да се постави без доказването на налични анти-PF4/хепарин антитела.
Има два лабораторни метода за установяване на такива антитела:
1. функционален тест с активация на тромбоцити;
2. имунологичен метод.

Функционалните тестове са с висока специфичност, но по-ниска чувствителност. Те са и трудни за изпълнение и не се правят рутинно в повечето центрове. Имунологичните методи са лесни за изпълнение и предлагат висока чувствителност, но имат ниска специфичност. Поради това те могат да отхвърлят диагнозата при клинично съмнение за ХИТ, но не бива да се използват като скрининг при пациенти без прояви на ХИТ.
Има разработени няколко точкови системи за оценка на риска от ХИТ. Най-използваната е 4Т системата, която разглежда:
1. спада в тромбоцитите;
2. времевото отношение към лечението с хепарин;
3. наличието, или липсата на тромбози;
4. възможността за друга причина, която да обясни състоянието.

Сборът от точките от всички категории разделя пациентите на 3 групи с ниска, средна и висока вероятност за наличие на ХИТ.

## Лечение
Лечението се състои в преустановяване на приложението на хепарин и назначаването на друг антикоагулант в терапевтична доза. Профилактичните дози антикоагулант не са достатъчни, за да компенсират масивното производство на тромбин. Не бива да се прилагат антагонисти на витамин К (като варфарин и синтром), тъй като това води до драстичен спад в нивата на протеин С и възниква риск от венозна гангрена на крайниците. Витамин К антагонистите могат да се прилагат чак когато ХИТ бъде овладян и тромбоцитите се качат над 150 х 109/L.
Два са разрешените антикоагуланти за лечение на ХИТ: директният тромбинов инхибитор аргатробан и антитромбин-зависимият инхибитор на фактор Ха данапароид. Освен тях, често за ХИТ се прилага и индиректният фактор Ха инхибитор фондапарину (Арикстра). Директният тромбинов инхибитор бивалирудин се предписва на пациенти с риск от развитие на ХИТ, които подлежат на кардиохирургия.